# Conall Cernach
Conall Cernach, Conall Caernach (Conall Zwycięski) – postać występująca w licznych opowieściach tzw. cyklu ulsterskiego mitologii iryjskiej, bohaterski wojownik ulsterski, mleczny brat Cúchulainna, bratanek Conchobara. Jego ojcem był Amairgin mac Echit a matką Findchoem. 
Chociaż przydomek Cernach zwykle tłumaczy się jako "zwycięski" lub "triumfujący", jego znaczenie jest niepewne, na liście znaczeń pojawiają się też inne zaczerpnięte z opisów postaci określenia: "garbaty", "człowiek z krzywą szyją", "człowiek z guzem". Współcześni badacze wskazują, że postać Conalla Cernacha może być tożsama z euhemerystycznym celtyckim rogatym bóstwem Cernunnosem. 
Conall rywalizował z wojownikami z Connacht, w szczególności z Cetem mac Mágach; mówiono o nim, że co noc kładł się do snu z głową kogoś z Connacht jako poduszką.
Kiedy Cúchulainn i Conall byli dziećmi poprzysięgli sobie, ze jeżeli  jeden z nich zostanie zabity, drugi go pomści. Gdy królowa Medb najechała Ulster, Cúchulainn w pojedynkę stanął do walki przeciwko jej armii. Był jednak skazany na zgubę, ponieważ wcześniej obraził boginię wojny Morrigan. Po śmierci Cúchulainna Conall wezwał ulserskich wojowników, aby dali upust krwawej zemście. Pościg za armią królowej Medb zakończył się sukcesem i Conall ukarał śmiercią wszystkich, którzy byli odpowiedzialni za śmierć Cúchulainna. Następnie pustoszył całą Irlandię, po kolei mszcząc się na sprzymierzeńcach królowej Medb. Te  poczynania zyskały mu przydomek Caernach ("Zwycięski").